# 1960 en cyclisme
| Années du cyclisme : 1957 - 1958 - 1959 - 1960 - 1961 - 1962 - 1963    |
| Décennies du cyclisme : 1930 - 1940 - 1950 - 1960 - 1970 - 1980 - 1990 |

Les faits marquants de l'année 1960 en cyclisme.

## Par mois

### Février
7 février : l'Espagnol Gabriel Mas gagne le Tour d'Andalousie.
7 février : le Français Organ Iacoponi gagne la Ronde d'Aix en Provence.
21 février : le Néerlandais Joo de Roo gagne le Grand Prix de Grasse.
22 février : l'Italien Gastone Nencini gagne le Grand Prix de Nice.
24 février : le Français Jean Graczyk gagne le Grand Prix de Monaco.
28 février : le Français Jean Claude Annaert gagne le Grand Prix d'Antibes.
28 février : l'Espagnol José Gil Sole gagne la Course de côte du Mont Agel pour la cinquième fois.

### Mars
- 3 mars : l'Espagnol Carmelo Morales gagne le Grand Prix de Printemps.
- 4 mars : le Néerlandais Joo de Roo gagne le Tour de Sardaigne.
- 6 mars : l'Espagnol Miguel Poblet gagne Sassari-Cagliari.
- 6 mars : le Belge Jo Planckaert gagne Kuurne-Bruxelles-Kuurne pour la seconde fois.
- 6 mars : le Belge Willy Vannitsen gagne le Tour du Limbourg pour la deuxième fois.
- 6 mars : le Français Jean Bonifassi gagne le Grand Prix de Cannes.
- 12 mars : le Belge Daniel Doom gagne le Grand Prix E3.
- 13 mars : l'Italien Arnaldo Piambianco gagne Milan-Turin.
- 13 mars : l'Espagnol Fernando Manzaneque gagne le Tour du Levant.
- 13 mars : le Néerlandais Joop Captein gagne le Circuit des 11 villes.
- 13 mars : le Français Claude Mattio gagne le Grand Prix d'Aix-en-Provence.
- 16 mars : le Belge Raymond Impanis gagne Paris-Nice.
- 19 mars : le Français René Privat gagne Milan-San Remo.
- 19 mars : le Belge Julien Schepens gagne le Grand Prix de la Banque.
- 20 mars : le Français Jean Stablinski gagne Gênes-Nice.
- 20 mars : le Belge Florent Van Pollaert gagne le Circuit des Ardennes Flamandes.
- 27 mars : le Français Jean Graczyk gagne le Critérium national de la route.
- 27 mars : l'Italien Guido Carlesi gagne le Tour de la province de Reggio de Calabre.
- 27 mars : le Belge Arthur Decabooter gagne " A Travers la Belgique ".
- 27 mars : l'Espagnol Francisco Moreno gagne le Trophée Masferrer. L'épreuve ne reprendra qu'en 1963.
- 27 mars : le Belge Martin Van Geneugden gagne le Circuit des Régions Fruitières.
- 30 mars : l'Italien Dino Livero gagne le Tour de Campanie.

### Avril
- 3 avril : le Belge Arthur Decabooter gagne le Tour des Flandres.
- 3 avril : le Britannique Tom Simpson gagne la Course de côte du Mont Faron contre la montre.
- 3 avril : le Néerlandais Wouter Wagtmans gagne le Tour des 4 Cantons.
- 10 avril : Naturalisé  Belge en 1956, Pino Cerami gagne Paris-Roubaix.
- 10 avril : l'Italien Giorgio Tinazzi gagne le Tour de Sicile. Ensuite l'épreuve entre en sommeil jusqu'aux années 1970.
- 10 avril : l'Espagnol Federico Bahamontes gagne la Subida a Arrate pour la troisième année consécutive.
- 17 avril : le Belge Frans Aerenhouts gagne Gand-Wevelgem.
- 17 avril : l'Italien Giorgio Tinazzi gagne le Tour de Romagne. Le diplôme attribué au vainqueur est donné en cadeau à son frère Carlo qui est français et vit à Marseille. Ce diplôme va bercer l'enfance du Français Marcel Tinazzi, neveu de Giorgio et l'inspirera à devenir champion de France 1977 et vainqueur de Bordeaux-Paris 1982.
- 17 avril : le Français Joseph Groussard gagne le Circuit de l'Indre. Ensuite l'épreuve entre en sommeil et reprendra en 1974.
- 19 avril : le Belge Gabriel Borra gagne le Grand Prix de Denain.
- 19 avril : le Français Joseph Groussard gagne Paris-Camembert pour la deuxième fois.
- 24 avril : le Français Pierre Evaraert gagne Paris-Bruxelles.
- 24 avril : le Belge Louis Proost gagne Bruxelles-Charleroi-Bruxelles.
- 27 avril : le Français Louison Bobet gagne Rome-Naples-Rome pour la deuxième année d'affilée.

### Mai
- 1er mai : le Belge Gentiel Saelens gagne le Grand prix Hoboken pour la deuxième année d'affilée.
- 4 mai : le Belge Gilbert Desmet gagne la Nokere Koerse.
- 5 mai : le Néerlandais Abe Geldermans gagne le Tour de R F A.
- 8 mai : le Suisse Alfred Rüegg gagne le Championnat de Zurich.
- 8 mai : le Néerlandais Abe Geldermans gagne Liège-Bastogne-Liège.
- 9 mai : le Belge Pino Cerami gagne la Flèche wallonne. C'est Abe Geldermans qui gagne le Week End Ardennais.
- 15 mai : le Belge Frans de Mulder gagne le Tour d'Espagne.
- 15 mai : le Français Louis Rostollan gagne le Tour de Romandie.
- 15 mai : le Belge René Vanderveken gagne la Polymultipliée.
- 15 mai : l'Italien Giuseppe Vanzella gagne Milan-Mantoue.
- 15 mai : le Français Michel Thielin gagne le Tour de l'aude.
- 15 mai : le Belge Martin Van Geneugden gagne le Circuit du Limbourg.
- 16 mai : le Belge Joseph Planckaert gagne les Quatre Jours de Dunkerque pour la deuxième fois.
- 22 mai : le Néerlandais Jo de Haan gagne le Tour de l'Oise.
- 26 mai : le Français Valentin Huot gagne le Grand Prix du Midi libre.
- 26 mai : le Belge Alfons Sweeck gagne le Tour de Belgique.
- 27 mai : le Belge Julien schepens gagne le Tour des 3 Provinces Belge.
- 29 mai : le Belge Marcel Janssens gagne Bordeaux Paris.
- 29 mai : le Belge Julien Schepens gagne le Circuit Mandel-Lys-Escaut.

### Juin
- 6 juin : le Français Jean Dotto gagne le Dauphiné Libéré pour la deuxième fois.
- 6 juin : le Belge Joseph Schils gagne la Flèche Hesbignonne.
- 6 juin : le Belge Willy Haelternan gagne le Circuit de Flandre Orientale.
- 9 juin : le Français Jacques Anquetil gagne le Tour d'Italie.
- 12 juin : l'Espagnol Antonio Suarez conserve son titre de champion d'Espagne sur route.
- 12 juin : l'Allemand Hans Junkermann conserve son titre de champion de RFA sur route.
- 12 juin : le Français Jean Stablinski devient champion de France sur route.
- 12 juin : le Belge Henri Luyten gagne le Circuit de Belgique Centrale.
- 12 juin : le Français Roland Lacombe remporte le Week-end spadois
- 15 juin : le Belge Oswald Declercq gagne Bruxelles-Ingooigem.
- 16 juin : le Français Jacques Anquetil gagne le Grand prix de Forli.
- 17 mai : le Néerlandais Peter Post gagne le Tour des Pays-Bas.
- 19 juin : l'Italien Nino Defilippis gagne le Tour de Toscane.
- 19 juin : le Français Marcel Rohrbach gagne les Boucles de la Seine.
- 20 juin : le Luxembourgeois Marcel Ernzer gagne le Tour de Luxembourg pour la deuxième fois.
- 21 juin : le Français André Darrigade gagne le Manx Trophy.
- 22 juin : le Suisse Alfred Ruegg gagne le Tour de Suisse.
- 24 juin : le Suisse René Strehler gagne le Tour du Nord-Ouest de la Suisse.
- 26 juin : départ du Tour de France, les vainqueurs d'étapes obtiennent 1 minute de bonification et leurs second obtiennent 30 secondes de bonification. Le nombre d'équipiers des équipes nationales (France, Italie Belgique, France) passe à 14 afin de pouvoir faire deux équipes dans les équipes possédant deux leaders comme cela a été le cas en 1959 pour les Français Roger Rivière et Jacques Anquetil.  Vainqueur du Tour d'Italie, Jacques Anquetil ne prend pas le départ, ainsi que le Luxembourgeois Charly Gaul. Le Belge Julien Schepers gagne au sprint la 1ere demi-étape de la 1ere étape Lille-Bruxelles devant ses 12 compagnons d'échappée, 2eme le Belge Jos Hoevenaers, 3eme l'Italien Gastone Nencini. Deux hommes sont intercalés et l'Italien Nino Defilippis 15eme à 2 minutes 16 secondes remporte le sprint du peloton où le Français Roger Rivière figure à la 27eme place même temps.  Schepers prend le maillot jaune.
- La 2eme demi étape contre la montre autour de Bruxelles est remportée par le Français Roger Rivière, 2eme l'Italien Gastone Nencini à 32 secondes, 3eme le Français Henry Anglade à 48 secondes, 4eme le Suisse Willy Tripp à 48 secondes, 5eme le Belge Jo Planckaert à 1 minute 5 secondes. L'Italien Ercole Baldini obtient une 8eme place à 1 minute 11 secondes peu en rapport avec son statut d'ancien recordman de l'heure, d'ailleurs il va réaliser un Tour de France sans coup d'éclat. Le Belge Jos Hoevenaers 27eme à 2 minutes 35 secondes quitte les premières places, l'Espagnol Federico Bahamontes finit 87eme à 4 minutes 34 secondes, il souffre de l'estomac. Le Belge Julien Schepers 119eme à 7 minutes 23 perd le maillot jaune. Au classement général, Nencini prend le maillot jaune, 2eme Anglade à 31 secondes, 3eme Planckaert à 48 secondes, Rivière est 7eme à 1 minute 32 secondes.
- 27 juillet : le Français René Privat gagne, au sprint devant ses compagnons d'échappée, la 2eme étape du Tour de France du Tour de France Bruxelles-Malo les Bains, 2eme le Français Jean Graczyk, 3eme le Britannique Tom Simpson, d'autres hommes sont intercalés et le Belge Marcel Janssens 11eme à 44 secondes gagne le sprint du peloton. À noter l'abandon de l'Espagnol Federico Bahamontes souffrant de l'estomac.Au classement général, 1er l'Italien Gastone Nencini, 2eme Simpson à 22 secondes, 3eme le Français Henry Anglade à 31 secondes, le Français Roger Rivière est 6eme à 1 minute 32 secondes.
- 28 juillet : l'Italien Nino Defilippis gagne, au sprint devant ses compagnons d'échappée, la 3eme étape du Tour de France Malo les Bains-Dieppe, 2eme le Français Robert Cazala, 3eme le Français Joseph Groussard, le sprint du peloton est remporté par le Français André Darrigade 7eme à 3 minutes 7 secondes. Groussard prend le maillot jaune, 2eme l'Italien Gastone Nencini à 25 secondes, 3eme le Britannique Tom Simpson à 47 secondes.
- 29 juillet : le Français Jean Graczyk gagne, au sprint devant ses 5 compagnons d'échappée, la 4eme étape du Tour de France Dieppe-Caen, 2eme le Français Henry Anglade, 3eme l'Italien Ercole Baldini, le Français André Darrigade 7eme à 6 minutes 19 secondes remporte le sprint du peloton. Le Français Henry Anglade prend le maillot jaune avec 50 secondes secondes d'avance sur le Néerlandais Wim Van Est (5eme de l'étape) et 3 minutes 49 secondes d'avance sur Baldini 3eme. l'Italien Gastone Nencini est 7eme à 6 minutes 18 secondes et le Français Roger Rivière est 10eme à 7 minutes 50 secondes. En vertu de la règle de l'esprit d'équipe Anglade devient le leader de l'équipe de France et Rivière lui doit son aide.
- 30 juin : le Français André Darrigade gagne, au sprint devant ses 6 compagnons d'échappée, la 5eme étape du Tour de France Caen- Saint Malo, 2eme le Français Jean Graczyk, 3eme le Belge Jo Planckaert, le sprint du peloton est remporté par l'Italien Nino Defilippis 7eme à 29 secondes. Pas de changement en tête du classement général.

### Juillet
- 1er juillet : le Français Roger Rivière gagne, au sprint devant ses 3 compagnons d'échappée, la 6eme étape du Tour de France Saint Malo-Lorient, 2eme l'Italien Gastone Nencini, 3eme le Belge Jan Adriaensens, 4eme l'Allemand Hans Junkermann, tous même temps suivent 2 hommes intercalés puis l'Italien Nino Defilippis 7eme à 14 minutes 40 secondes règle le sprint du peloton où figure le Français Henry Anglade. Au classement général Jan Adriaensens prend le maillot jaune, 2eme Nencini à 1 minute 12 secondes, 3eme Rivière à 2 minutes 14 secondes, 4eme Junkermann à 6 minutes, 5eme Anglade à 10 minutes 4 secondes. Le quatuor de tête a réalisé une échappée à la Walkowiak et l'un des membres du trio de tête semble être le futur vainqueur du tour, vu leur avance, car ils sont tous de redoutables rouleurs et d'éminents grimpeurs. Anglade crie à la trahison, Rivière loin de protéger son maillot jaune a été l'un des hommes les plus actifs de l'échappée en prenant des relais très appuyés.  Pourtant à présent c'est Anglade qui doit son aide à Rivière en vertu de l'esprit d'équipe.
- 2 juillet : l'Italien Graziano Battistini gagne en solitaire la 7eme étape du Tour de France Lorient-Angers, 2eme à 14 secondes le Français André Darrigade, 3eme l'Italien Dino Bruni, 4eme le Français Jean Graczyk, tous même temps. Le peloton est morcelé et l'Allemand Hans Jaroscewicz 26eme à 3 minutes 45 secondes remporte le sprint du peloton où figurent tous les favoris. La seule modification en tête du classement général est créée par Graczyk qui se classe 5eme à 7 minutes 18 secondes du maillot jaune Belge Jan Adriaensens.
- 3 juillet : l'Italien Nino Defilippis gagne, au sprint devant ses 8 compagnons d'échappée, la 8eme étape du Tour de France Angers-Limoges, 2eme l'Italien Graziano Battistini, 3eme l'Italien Arnaldo Piambianco à 11 secondes. Derrière le peloton est scindé en plusieurs groupes, dans l'un d'eux le Belge Jo Planckaert arrive 14eme à 3 minutes 58 secondes. Le sprint du groupe des favoris est remporté par le Français Jean Graczyk 29eme à 9 minutes 10 secondes. Au classement général le Belge Jan Adriaensens reste leader, 2eme l'Italien Gastone Nencini à 1 minute 12 secondes, 3eme le Français Roger Rivière à 2 minutes 14 secondes, 4eme le Français Jean Milesi (6eme de l'étape à 11 secondes) à 5 minutes 9 secondes, 5eme Planckaert à 5 minutes 49 secondes.
- 4 juillet : le Belge Martin Van Geneugden gagne, au sprint devant ses 2 compagnons d'échappée, la 9eme étape du Tour de France Limoges-Bordeaux, 2eme le Français Jean Graczyk, 3eme le Français Pierre Beuffeuil. Suivent 4 hommes intercalés et le Français André Darrigade 7eme à 4 minutes 32 secondes remporte le sprint du peloton. Au classement général : 1er le Belge Jan Adriaensens, 2eme l'Italien Gastone Nencini à 1 minute 12 secondes, 3eme le Français Roger Rivière à 2 minutes 14 secondes, 4eme Graczyk à 2 minutes 15 secondes, 5eme Beuffeuil à 4 minutes 23 secondes.
- 5 juillet : le Français Roger Rivière gagne, au sprint devant ses 4 compagnons d'échappée, la 10eme étape du Tour de France Mont de Marsan-Pau qui emprunte le col d'Aubisque, 2eme l'Italien Gastone Nencini, 3eme l'Italien Graziano Battistini, 4eme l'Espagnol Fernando Manzaneque, 5eme le Français Louis Rostollan, tous même temps. Le peloton a éclaté comme une noix, l'Allemand Hans Junkermann est 17eme à 2 minutes 1 seconde, le Belge Jo Planckaert 20eme, le Belge Jan Adriaensens  22eme sont dans le même temps que lui. Les Français Jean Graczyk 62eme à 10 minutes 8 secondes et Pierre Beuffeuil 69eme à 13 minutes 25 secondes quittent les premières places. Au Classement Général Nencini reprend le maillot jaune, 2eme Rivière à 32 secondes, 3eme Adriaensens à 1 minute 19 secondes, 4eme Planckaert à 7 minutes 8 secondes, 5eme Junkermann à 7 minutes 19 secondes. A ce moment de la course on se dirige vers un mano à mano entre Nencini et Rivière avec avantage pour ce dernier en raison du contre la montre final.
- 6 juillet : le Suisse Kurt Gimmi gagne en solitaire la 11eme étape du Tour de France Pau-Luchon qui emprunte les cols du Tourmalet, d'Aspin et de Peyresourde, 2eme l'Italien Arnaldo Piambianco à 1 minute 51 secondes, 3eme le Français Edouard Delberghe à 2 minutes 26 secondes, 4eme l'Italien Gastone Nencini à 2 minutes 27 secondes, 5eme le Néerlandais Martin Van Den Borgh à 3 minutes 13 secondes. arrivent à 3 minutes 33 secondes, l'Italien Graziano Battistini 6eme, le Belge Jan Adriaensens 8eme, l'Allemand Hans Junkermann 9eme, le Belge Jo Planckaert 10eme et le Français Roger Rivière 14eme. Au classement général 1er Nencini, 2eme Rivière à 1 minute 38 secondes, 3eme Adriaensens à 2 minute 25 secondes, 4eme Planckaert à 8 minutes 14 secondes, 5eme Junkermann à 8 minutes 25 secondes, 6eme Battistini à 8 minutes 33 secondes.
- 6 juillet : le Belge Romain Van Wynsberghe gagne le Circuit des Monts du Sud-Ouest.
- 7 juillet : le Français Jean Graczyk gagne, au sprint devant un groupe de 39 coureurs, la 12eme étape du Tour de France Luchon-Toulouse qui emprunte les cols des Ares et de Portet d'Aspet, 2eme le Belge Michel Van Aerde, 3eme l'Italien Nino Defilippis. Pas de changement en tête du classement général.
- 8 juillet : le Belge Louis Proost gagne, au sprint devant ses compagnons d'échappée, la 13eme étape du Tour de France Toulouse-Millau qui emprunte les cols de la Fontasse et de la Bassine, 2eme le Français Pierre Everaert, 3eme l'Italien Roberto Falaschi, suivent 4 hommes intercalés dont l'Italien Graziano Battistini 6eme à 13 secondes et le sprint du peloton est remporté par le Français André Darrigade 8eme à 2 minutes 46 secondes. Au classement général, 1er l'Italien Gastone Nencini, 2eme le Français Roger Rivière à 1 minute 38 secondes, 3eme le Belge Jan Adriaensens à 2 minutes 25 secondes, 4eme l'Italien Graziano Battistini à 6 minutes, 5eme le Belge Jo Planckaert à 8 minutes 14 secondes, 6eme l'Allemand Hans Junkermann à 8 minutes 25 secondes. Il y a repos le 9 juillet.
- 10 juillet : le Belge Martin Van Geneugden gagne au sprint la 14eme étape du Tour de France Millau-Avignon qui emprunte les cols du Perjuret et de l'Usclas, 2eme le Français André Darrigade, 3eme son compatriote Jean Graczyk, puis tout le peloton. Dans la descente du col du Perjuret, le Français Roger Rivière chute. La route suivait le ruisseau " Fraissinet " sur sa rive droite. Puis la route tournait en angle droit sur la gauche pour franchir un petit pont pour ensuite, encore en angle droit, tourner sur la droite à la sortie du petit pont pour suivre la rive gauche du " Fraissinet ". Rivière n'a pas pris le petit pont et est allé briser sa colonne vertébrale sur les cailloux en contrebas. Il a été promptement secouru et a retrouvé l'usage de ses jambes mais pas au point de recourir. Cette date marque la fin de la carrière sportive du recordman de l'heure et le début de la tragédie de sa vie d'homme. Au classement général Nencini maillot jaune possède 2 minutes 25 secondes d'avance sur le Belge Jan Adriaensens second, 3eme l'Italien Graziano Battistini à 6 minutes. le Belge Jo Planckaert est 4eme à 8 minutes 14 secondes et l'Allemand Hans Junkermann est 5eme à 8 minutes 25 secondes. Nencini le meilleur grimpeur du lot ne craint plus que Adriaensens pour lui contester la victoire.
- 11 juillet : le Belge Michel Van Aerde gagne, au sprint devant son compagnon d'échappé, la 15eme étape du Tour de France Millau-Gap qui emprunte les cols de Perty et de la sentinelle, 2eme le Néerlandais Martin Van Den Borgh, 3eme le Britannique Tom Simpson à 4 secondes, 3 hommes sont intercalés et le sprint du peloton est remporté par le Français André Darrigade 7eme à 1 minute 44 secondes. Pas de changement en tête du classement général.
- 12 juillet : l'Italien Graziano Battistini gagne la 16eme étape du Tour de France Gap-Briançon qui emprunte les cols de Vars et de l'Izoard, devant son compatriote Imerio Massignan 2eme. Massignan a laissé gagner, par esprit d'équipe, Battistini afin que ce dernier prenne la minute de bonification et puisse faire un doublé Italien au classement général. Le palmarès de Massignan est alors vierge, il n'avait encore été si près d'une victoire. Il sera récompensé par le Grand Prix de la montagne. Pour les autres, le Belge Jo Planckaert est 3eme à 26 secondes, l'Italien Gastone Nencini est 6eme à 27 secondes et le Belge Jan Adriaensens est 9eme à 1 minute 27 secondes. Au classement général 1er Nencini, 2eme Adriaensens à 3 minutes 25 secondes, 3eme Battistini à 4 minutes 33 secondes, 4eme Planckaert à 8 minutes 13 secondes.
- 13 juillet : le Français Jean Graczyk gagne, au sprint devant ses 9 compagnons d'échappée, la 17eme étape du Tour de France Briançon-Aix les Bains qui emprunte les cols du Lautaret, du Luitel-Chamrousse et du Granier, 2eme l'Italien Graziano Battistini, 3eme le Français  Joseph Wasko, l'Italien Gastone Nencini est 5eme même temps. Le Belge Jan Adriaensens 16eme à 2 minutes 22 secondes perd la place de second et le Belge Jo Planckaert 22eme à 3 minutes a perdu ses derniers espoirs de gagner le Tour. au classement général : 1er Nencini, 2eme Battistini à 4 minutes 3 secondes, 3eme Adriaensens à 5 minutes 47 secondes.
- 14 juillet : l'Espagnol Fernando Manzaneque gagne en solitaire la 18eme étape du Tour de France Aix les Bains-Thonon les Bains qui emprunte les cols des Aravis et de la Colombière, 2eme à 12 minutes 57 secondes le Français Jean Graczyk, 3eme le Français Felix Lebuhotel puis le peloton des favoris. Pas de changement en tête du classement général.
- 15 juillet : le contre la montre de la 19eme étape du Tour de France Pontarlier-Besançon est remporté par le Suisse Rolf Graf, 2eme le Français Raymond Mastrotto à 2 minutes 23 secondes, 3eme l'Italien Gastone Nencini à 2 minutes 51 secondes, 4eme l'Espagnol Jésus Lorono à 3 minutes 44 secondes, 5eme l'Italien Graziano Battistini à 3 minutes 50 secondes. Le Belge Jan Adriaensens est 20eme à 7 minutes 8 secondes. Au classement général, Nencini sauf accident a gagné le Tour, son compatriote et équiper Battistini est 2eme à 5 minutes 2 secondes (Il ne faut pas attendre, par esprit d'équipe, que ce dernier attaque). Adriaensens 3eme à 10 minutes 4 secondes a perdu le Tour.
- 16 juillet : le Français Pierre Beuffeuil gagne la 20eme étape du Tour de France Besançon-Troyes, 2eme le Français Felix Lebuhotel à 49 secondes, 3eme l'Italien Dino Bruni à 50 secondes, suivent des hommes intercalés et le sprint du peloton est remporté par le Français Pierre Everaert 17eme à 2 minutes 2 secondes. Les derniers seront les premiers tel pourrait se résumer l'étape. En effet; Beuffeuil était lâché et chassait derrière le peloton. C'est alors que la direction du Tour de France stoppe le peloton à Colombey les deux églises. Le président de la république Charles de Gaulle domicilié dans ce village fait partie de la foule bordant la route. Il est décidé de le saluer et de lui présenter les leaders de la course. Beuffeuil  en profite pour réintégrer le peloton. Après cette halte unique dans l'histoire du Tour, puisque en 1985, le président François Mitterrand n'aura pas l'hommage du peloton s'arrêtant devant lui alors qu'il sera sur le bord de la route, Beuffeuil en profite pour s'échapper et glaner le bouquet du vainqueur, inespéré peu de temps auparavant.  Pas de changement en tête du classement général.
- 17 juillet : le Français Jean Graczyk gagne au sprint la 21eme étape du Tour de France Troyes-Paris, 2eme l'Italien Dino Bruni, 3eme le Français Bernard Viot puis tout le peloton. L'Italien Gastone Nencini gagne le Tour de France, 2eme son compatriote Graziano Battistini à 5 minutes 2 secondes, 3eme le Belge Jan Adriaensens à 10 minutes 4 secondes. Le Français Jean Graczyk gagne le classement par points symbolisé par le maillot vert pour la deuxième fois. L'Italien Imerio Massignan remporte le Grand Prix de la montagne qui n'a pas encore de maillot distinctif.
- 24 juillet : le Belge Emile Daems gagne le Tour des Apennins.
- 25 juillet : l'Espagnol Luis Goya gagne le Grand Prix de Villafranca.
- 31 juillet : l'Italien Alfredo Sabbadin gagne le Tour du Piémont.
- 31 juillet : le Néerlandais Bas Maliepaard devient champion des Pays-Bas sur route.
- 31 juillet : comme l'an dernier le Luxembourgeois Charly Gaul est champion du Luxembourg sur route. C'est son quatrième titre.
- 31 juillet : le Suisse René Strehler devient champion de Suisse sur route.
- 31 juillet : le Belge Frans de Mulder devient champion de Belgique sur route.
- 31 juillet : le Français Michel Vermeulen Gagne le Grand Prix de Fourmies.

### Août
- 2 août : le Belge Petrus Oellibrandt gagne le Grand Prix de l'Escaut.
- 4 août : le Français Valentin Huot gagne le Bol d'Or des Monedières.
- 7 août : l'Italien Oreste Magni gagne le Trophée Matteotti.
- 3-14 août : championnats du monde de cyclisme sur piste à Leipzig (RDA). Comme l'an dernier l'Italien Antonio Maspes est champion du monde de vitesse professionnelle, c'est son quatrième titre en tout. L'Italien Sante Gaiardoni est champion du monde de vitesse amateur. L'Allemand Rudi Altig est champion du monde de poursuite professionnelle. Le Français Marcel Delattre est champion du monde de poursuite amateur.
- 13 août : à Sachsenring (RDA) la Britannique Béryl Burton est championne du monde sur route.
- 13 août : à Sachsenring (RDA) l'Allemand de l'est Bernhard Eckstein devient champion du monde amateur sur route.
- 14 août : à Sachsenring (RDA), le Belge Rik Van Looy devient champion du monde sur route, le Français André Darrigage est médaille d'argent (quatrième podium en 4 ans) et le Belge Pino Cerami est médaille de bronze.
- 15 août : l'Italien Alessandro Fantini gagne Milan-Vignola.
- 21 août : l'Italien Baldissera Velleda gagne le Grand Prix de Camaiore.
- 23 août : le Belge Joseph Schils gagne le Grand Prix de Zottegem.
- 27 août : l'Espagnol Julio Jiménez gagne le Grand Prix de LLodio.
- 28 août : l'Italien Alfredo Sabbadin gagne le Grand Prix de Prato.
- 30 août : le Belge Gustave Desmet gagne la coupe Sels.

### Septembre
- 4 septembre : l'Italien Diego Ronchini gagne le Tour de Vénétie.
- 4 septembre : le Belge Roger Baens gagne la Flèche Anversoise.
- 5 septembre : le Français Jean Stablinski gagne le Circuit des boucles de l'Aulne.
- 6 septembre : le Belge Georges Mortiers gagne le Grand Prix de Brasschaat pour la deuxième année d'affilée.
- 11 septembre : l'Espagnol Miguel Poblet gagne le Tour de Catalogne Pour la Deuxième fois.
- 11 septembre : l'Italien Giuseppe Fallarini gagne le Trophée Bernocchi.
- 11 septembre : le Français Gilbert Salvador gagne la Poly Lyonnaise pour la deuxième année d'affilée.
- 15 septembre : le Belge Gilbert Desmet gagne le Championnat des Flandres.
- 15 septembre : le Français Jean Stablinski gagne le Grand Prix d'Orchies.
- 18 septembre : l'Italien Ercole Baldini gagne le Grand prix des Nations.
- 18 septembre : l'Italien Giuseppe Fallarini gagne le Tour du Latium.
- 18 septembre : le Belge Joseph Schills gagne le Grand Prix d'Isbergues.
- 18 septembre : l'Espagnol Antonio Karmany gagne la Subida al Naranco.
- 23 septembre : l'Espagnol Angel Rodriguez gagne le Tour de La Rioja. L'épreuve ne sera pas disputée en 1961 et reprendra en 1962.
- 25 septembre : l'Italien Nino Defilippis gagne les 3 Vallées Varésines pour la deuxième fois. Comme la course a été désignée championnat d'Italie sur route Defilippis devient champion d'Italie sur route.
- 25 septembre : le Français Jean Forestier gagne le Circuit des Régions Flamandes.
- 29 septembre : le Néerlandais Michel Stolker gagne le Circuit du Houtland.

### Octobre
- 2 octobre : le Néerlandais Jo de Haan gagne Paris-Tours. Le Français Jean Graczyk gagne le Super Prestige Pernod. Le Français Raymond Mastrotto gagne le Trophée Prestige Pernod et son compatriote Raymond Poulidor gagne le Trophée Promotion Pernod.
- 2 octobre : l'Espagnol José Gil Sole gagne la Course de côte de la Turbie pour la deuxième fois. Ensuite l'épreuve disparait du calendrier international.
- 2 octobre : l'Italien Tonino Domenicali gagne le Grand Prix de Calvisano pour la deuxième année d'affilée. L'épreuve ne reprendra qu'en 1970.
- 4 octobre : l'Italien Pierino Baffi gagne le Tour d'Émilie.
- 6 octobre : l'Italien Graziano Battistini gagne la Coupe Sabatini.
- 11 octobre : le Belge Emile Daems gagne le Grand Prix de Clôture.
- 12 octobre : l'Italien Pietro Chiodini gagne la Coppa Agostoni.
- 15 octobre : pour la troisième année consécutive le Français Jacques Anquetil gagne le Grand prix de Lugano. C'est sa cinquième victoire en tout dans cette épreuve.
- 18 octobre : le Belge Emile Daems gagne le Tour de Lombardie.

### Novembre
4 novembre : la paire italienne Diego Ronchini et Roméo Venturelli gagne le Trophée Baracchi.

## Principales naissances
- 6 janvier : Mark Gorski, cycliste américain.
- 12 janvier : Guido Bontempi, cycliste italien.
- 15 janvier : Michael Wilson, cycliste australien.
- 20 janvier : Falk Boden, cycliste allemand.
- 22 mars : Julián Gorospe, cycliste espagnol.
- 23 mars : Enrique Aja, cycliste espagnol.
- 26 mars : Allan Peiper, cycliste et directeur sportif australien.
- 7 avril : Alexandre Krasnov, cycliste soviétique.
- 11 avril : Ron Kiefel, cycliste américain.
- 13 avril : Olaf Ludwig, cycliste allemand.
- 15 avril : Pedro Delgado, cycliste espagnol.
- 9 mai :
  - Pierre-Henri Menthéour, cycliste français.
  - Ivan Ivanov, cycliste russe.
- 18 mai : Sean Yates, cycliste et directeur sportif britannique.
- 5 juin : Francisco Rodríguez, cycliste colombien.
- 5 juillet : Eduardo Chozas, cycliste espagnol.
- 20 juillet : Federico Echave, cycliste espagnol.
- 28 juillet : Viktor Manakov, cycliste soviétique.
- 29 juillet : Sergueï Kopylov, cycliste soviétique.
- 7 août : Steven Rooks, cycliste néerlandais.
- 12 août : Laurent Fignon, cycliste français († 31 août 2010).
- 16 août : Éric Caritoux, cycliste français.
- 8 septembre : Alexi Grewal, cycliste américain.
- 24 septembre : Erich Maechler, cycliste suisse.
- 2 octobre : Johan Lammerts, cycliste néerlandais.
- 5 décembre : Jérôme Simon, cycliste français.
- 17 décembre : Moreno Argentin, cycliste italien.

## Principaux décès
- 2 janvier : Fausto Coppi, cycliste italien (° 15 septembre 1919).
- 16 octobre : Émile Georget, cycliste français (° 21 septembre 1881).